# Calentamiento aerodinámico
Calentamiento aerodinámico  es el proceso térmico por el cual un cuerpo sólido (como un meteorito, un misil o un avión) aumenta de temperatura al moverse en el seno de un fluido (como el aire). Es una forma de convección forzada en la cual el calor se transmite por fuerzas que no están asociadas a este. 

## Mecanismo
El intercambio de calores se produce en la superficie del vehículo donde la energía cinética del objeto se transforma en calor debido a la compresión y fricción de las moléculas del fluido a través del que viaja. Las fuerzas aerodinámicas viscosas aseguran que el fluido está a una velocidad relativa nula respecto al cuerpo en una capa muy delgada de moléculas sobre la superficie.
Cuando las moléculas de fluido lo ralentizan convierten su energía cinética en calor. En flujos de alta velocidad esta transformación de energía que depende de la viscosidad y la velocidad del propio fluido a través del cual se viaja puede ser bastante importante, suficiente como para calentar el cuerpo a miles de grados. Como el flujo se ralentiza a velocidades relativas cercanas a cero, la temperatura aumenta gradualmente, formándose un gradiente de temperaturas normal a la superficie del cuerpo. Este gradiente permite la transmisión de calor a pequeña escala, disipando la temperatura al contrario de la dirección del cuerpo, lo que permite que la temperatura se mantenga menor a la temperatura de estancamiento, en un punto denominado temperatura de recuperación. Al aumentar la velocidad, el aire empieza a comportarse como un fluido viscoso, haciendo menos efectivo la disipación a las capas superiores. El calor que no puede evacuarse por el aire acaba transmitiéndose por el cuerpo, aumentando la temperatura de este. La convección forzada asegura que el material siga calentándose con nuevas moléculas de aire que van alcanzando el cuerpo.
El calor que recibe el cuerpo depende de las temperaturas de estancamiento y recuperación y estas se incrementan según el cuerpo aumenta de velocidad. El flujo de masa también hace que el proceso se acelere, lo cual aumenta el proceso en cuerpos en reentrada atmosférica, ya que según descienden van alcanzando capas de aire más denso. 

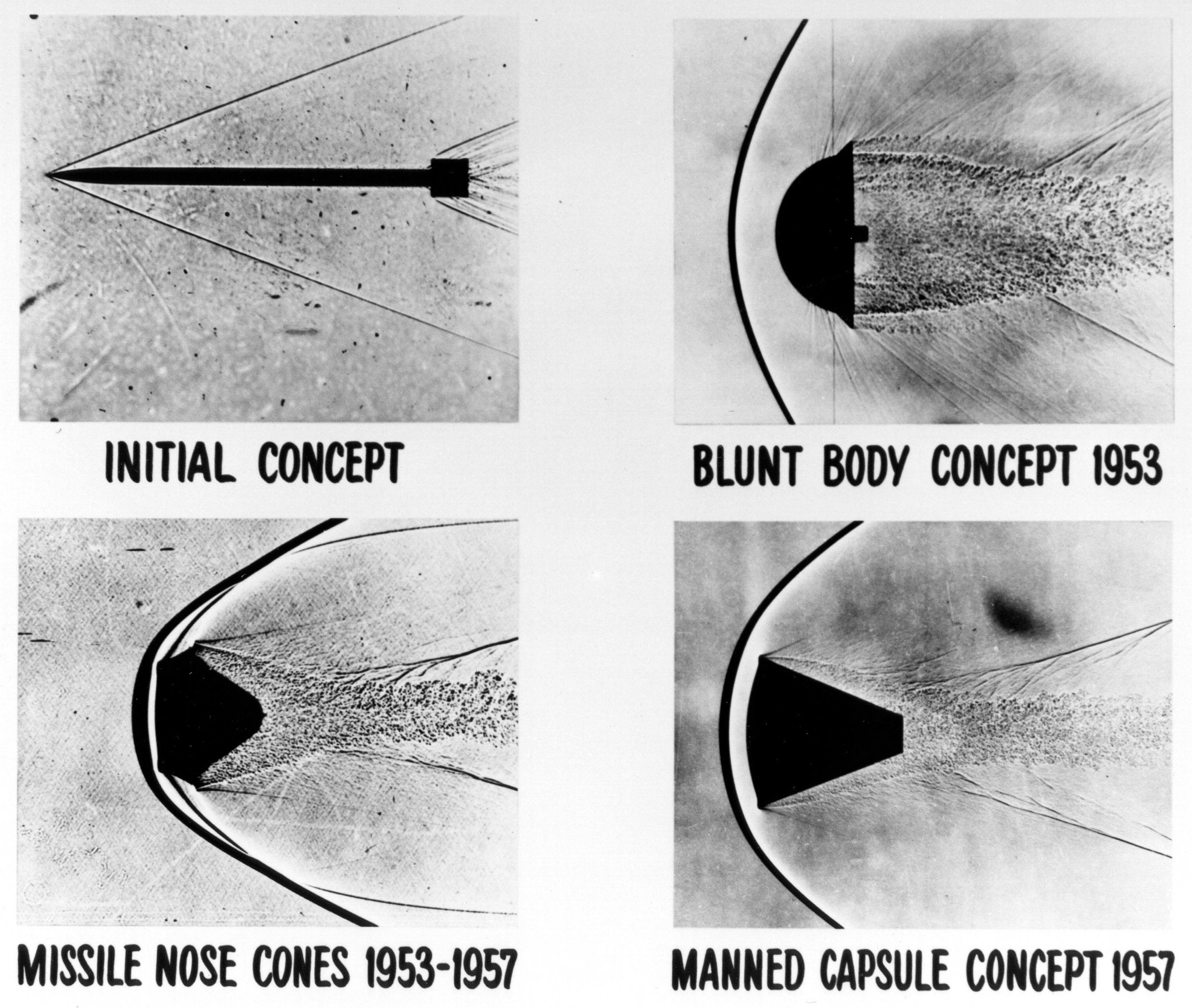
Evolución de una cápsula de reentrada atmosférica. Las cápsulas están diseñadas para proteger el interior del calentamiento aerodinámico.

## Aeronáutica

### Aviones supersónicos
Todos los aviones sufren el calentamiento aerodinámico. Sin embargo este no genera graves problemas hasta velocidades superiores al sonido. El Concorde podía soportar temperaturas en el morro de 128 °C, lo que provocaba que se dilatara 12 centímetros. Aviones más rápidos como el SR-71 Blackbird tuvieron que construirse con materiales aislantes. Algunos misiles balísticos intercontinentales emplean sistemas de refrigeración líquido en los filos (generalmente combustible proveniente de los motores).
En aviones que superan ampliamente la velocidad del sonido, soportar el calentamiento aerodinámico es el requisito principal para el diseño (incluso a veces en contra del propio diseño aerodinámico). Los filos tienen que prepararse para disipar el calor y los materiales tienen que estar preparados para resistir altas temperaturas.

### Vehículos de reentrada
El calentamiento aerodinámico es el principal problema que se enfrentan los vehículos espaciales de reentrada atmosférica. El calor inducido por una reentrada a velocidades mayores a Mach 20 es suficiente para destruir la estructura del vehículo. A las primeras cápsulas espaciales como las «Mercury», «Gemini» y «Apolo» se les proporcionó una forma de cápsula abombada y contundente para romper el arco de choque. Esto hace que no haya picos afilados que puedan calentarse excesivamente. Como resultado, gran parte del calor es disipado por el aire de alrededor sin transferirlo a la estructura del vehículo. Además, estos vehículos poseían un material ablativo, que se sublimaba en gas a altas temperaturas. La acción de la sublimación absorbía la energía térmica y el gas ya caliente podía disiparse hacia fuera, evitando el calentamiento de la cápsula. La superficie del escudo de calor de la Mercury tenía una capa de aluminio con fibra de vidrio distribuido en muchas capas. Cuando la temperatura ascendía a 1100 °C, las capas se evaporaban y se llevaban el calor consigo. La nave se calentó, pero no se dañó. Las lanzaderas espaciales, al ser reutilizables, no podían diseñarse para perder material, por lo que se adoptó un escudo de calor fijo. Esto se conseguía mediante una superficie de placas cerámicas que podían soportar altas temperaturas. Un fallo en este escudo fue lo que provocó el desastre del transbordador Columbia cuando estaba efectuando la operación de reentrada.